# Fontanes (Lot)
Fontanes ist eine französische Gemeinde mit 533 Einwohnern (Stand 1. Januar 2022) im Département Lot in der Region Okzitanien. Sie gehört zum Kanton Marches du Sud-Quercy und zum Arrondissement Cahors.
Nachbargemeinden sind Le Montat im Nordwesten, Cieurac im Norden, Lalbenque im Osten, Montdoumerc im Süden, Saint-Paul-Flaugnac im Südwesten und Pern-Lhospitalet im Westen und Nordwesten.

## Bevölkerungsentwicklung
| Jahr      | 1962 | 1968 | 1975 | 1982 | 1990 | 1999 | 2008 | 2017 |
| --------- | ---- | ---- | ---- | ---- | ---- | ---- | ---- | ---- |
| Einwohner | 362  | 373  | 378  | 379  | 353  | 371  | 456  | 476  |

## Sehenswürdigkeiten
- romanische Kirche Saint-Cyr, Monument historique seit 1978

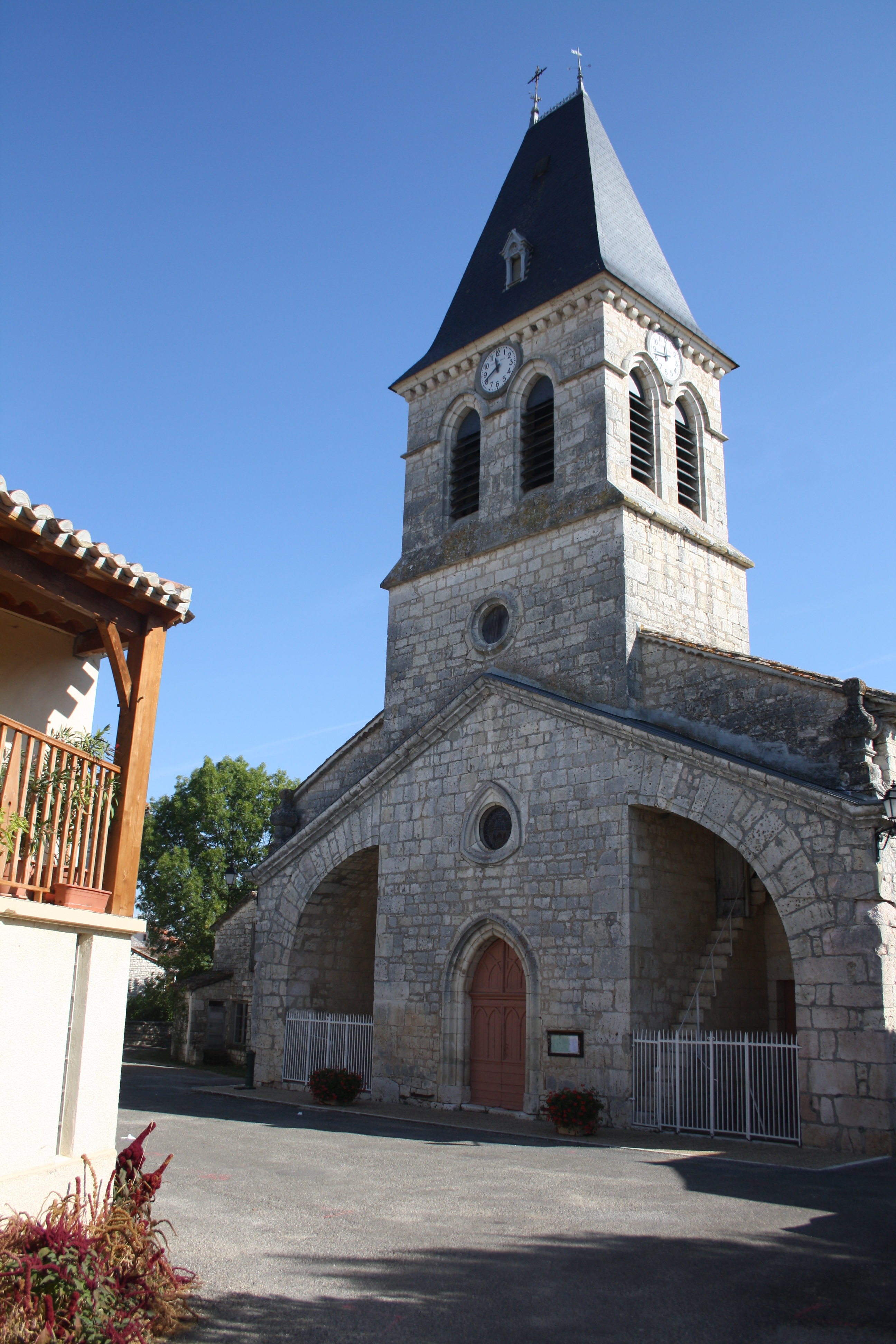
Kirche Saint-Cyr

## Wirtschaft
- Brauerei Ratz